# Ủy ban Liên chính phủ về Biến đổi Khí hậu
Ủy ban Liên chính phủ về Biến đổi khí hậu (tên tiếng Anh: Intergovernmental Panel on Climate Change - IPCC) là một cơ quan khoa học chịu trách nhiệm  đánh giá rủi ro về biến đổi khí hậu do hoạt động con người gây ra. Ủy ban này đã được thành lập năm 1988 bởi Tổ chức Khí tượng Thế giới (WMO) và Chương trình Môi trường Liên Hợp Quốc (UNEP), hai tổ chức này tạo nên Ipcc
IPCC đã cùng nhận Giải Nobel Hòa bình năm 2007 với cựu Phó Tổng thống Hoa Kỳ Al Gore.

## Mục tiêu
"ổn định nồng độ khí nhà kính trong khí quyển ở mức độ ngăn chặn sự can thiệp của con người nguy hiểm (do con người gây ra) với hệ thống khí hậu".

## Hoạt động
IPCC không tiến hành nghiên cứu hay quan trắc khí hậu hay các hiện tượng liên quan. Một trong những hoạt động chính của IPCC là xuất bản các báo cáo đặc biệt về các chủ đề liên quan tới việc thực thi Công ước khung Liên Hợp Quốc về Biến đổi Khí hậu (UNFCCC - là một hiệp ước quốc tế công nhận khả năng thay đổi khí hậu gây nguy hại; việc thực thi UNFCCC cuối cùng đã dẫn đến Nghị định thư Kyoto). IPCC căn cứ các đánh giá của mình chủ yếu vào những tài liệu khoa học được xuất bản và đánh giá tương đương.
IPCC chỉ mở cửa đón nhận các quốc gia thành viên của WMO và UNEP.
Các báo cáo của IPCC được trích dẫn rộng rãi trong hầu như các cuộc tranh luận nào liên quan tới biến đổi khí hậu. Các phản ứng quốc gia và quốc tế đối với sự biến đổi khí hậu nhìn chung xem ủy ban này là có căn cứ chính xác và đủ thẩm quyền.
Các báo cáo tổng kết thu hút sự quan tâm của phần lớn các cơ quan truyền thông, cả sự xem xét của các chính phủ có tham gia xem xét cùng với việc tính toán khoa học.